# Georges Levreau
Georges Levreau est un peintre français né le 11 juillet 1867 à Nantes où il est mort le 27 novembre 1936.

## Biographie
Georges Jules Marie Levreau est élève de l'Académie Julian à Paris auprès des professeurs Jules Lefebvre et Benjamin-Constant.
Son œuvre est composé de nombreux portraits, de natures mortes et de paysages.
On lui doit le décor du théâtre à l'italienne de La Roche-sur-Yon dont il réalise le décor en 1888, avec les masques et guirlandes sur les garde-corps ainsi que la peinture du plafond . Les toiles marouflées dans des caissons représentent les muses de la Comédie, de la Tragédie, de la Poésie épique et de la Poésie lyrique.
Il est aussi connu pour ses décors de la brasserie La Cigale à Nantes, qu’il réalise en 1895. Sur les murs et les plafonds, ses peintures de style Art nouveau évoquent le thème du carnaval. Le bâtiment et les décors sont classées monument historique depuis le 12 octobre 1964 et considérée comme « l’une des plus belles brasseries du monde ».

## Distinctions
- Chevalier de la Légion d'honneur à titre militaire en 1918.

## Œuvres dans les collections publiques
- Nantes, musée d'Arts : Portrait de femme (nièce de l'artiste), 1914[7].
- Vannes, musée des Beaux-Arts La Cohue : Nature morte de légumes, 1912.

Œuvres de Georges Levreau
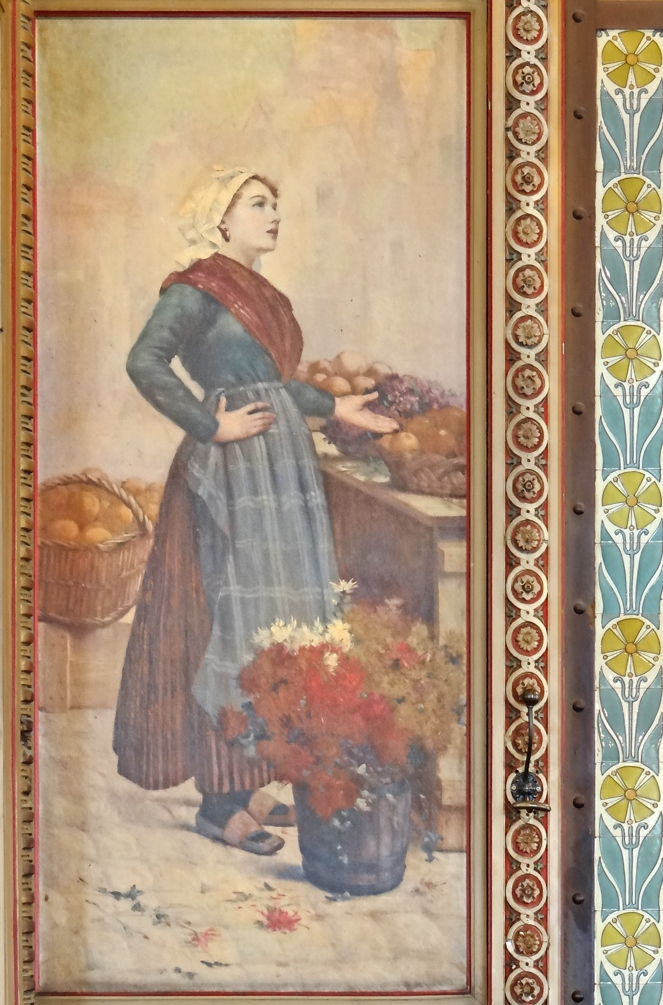
Détail du décor de la brasserie La Cigale à Nantes (1895).
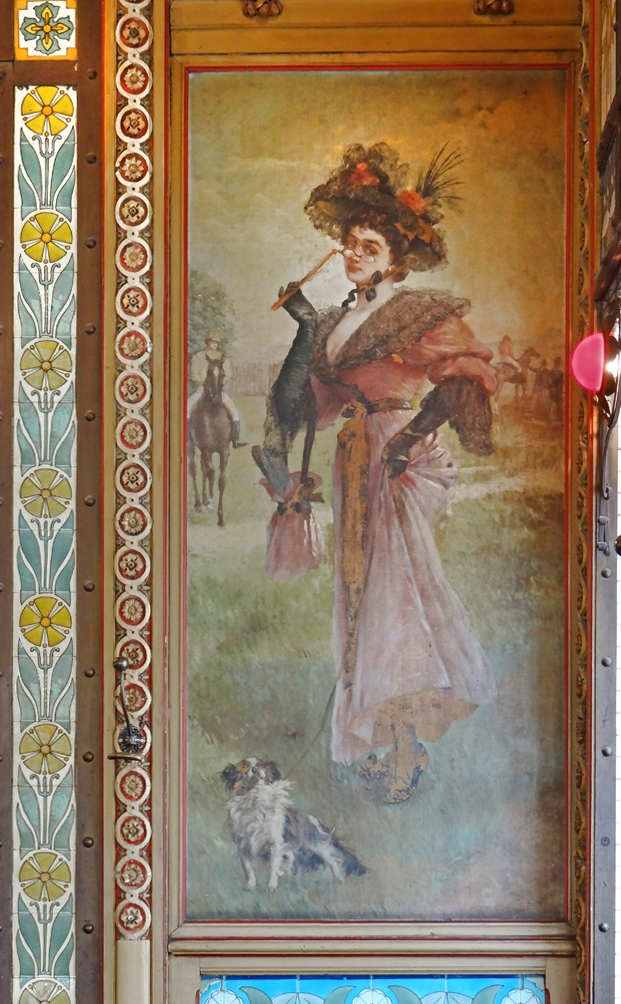
Détail du décor de la brasserie La Cigale à Nantes (1895).
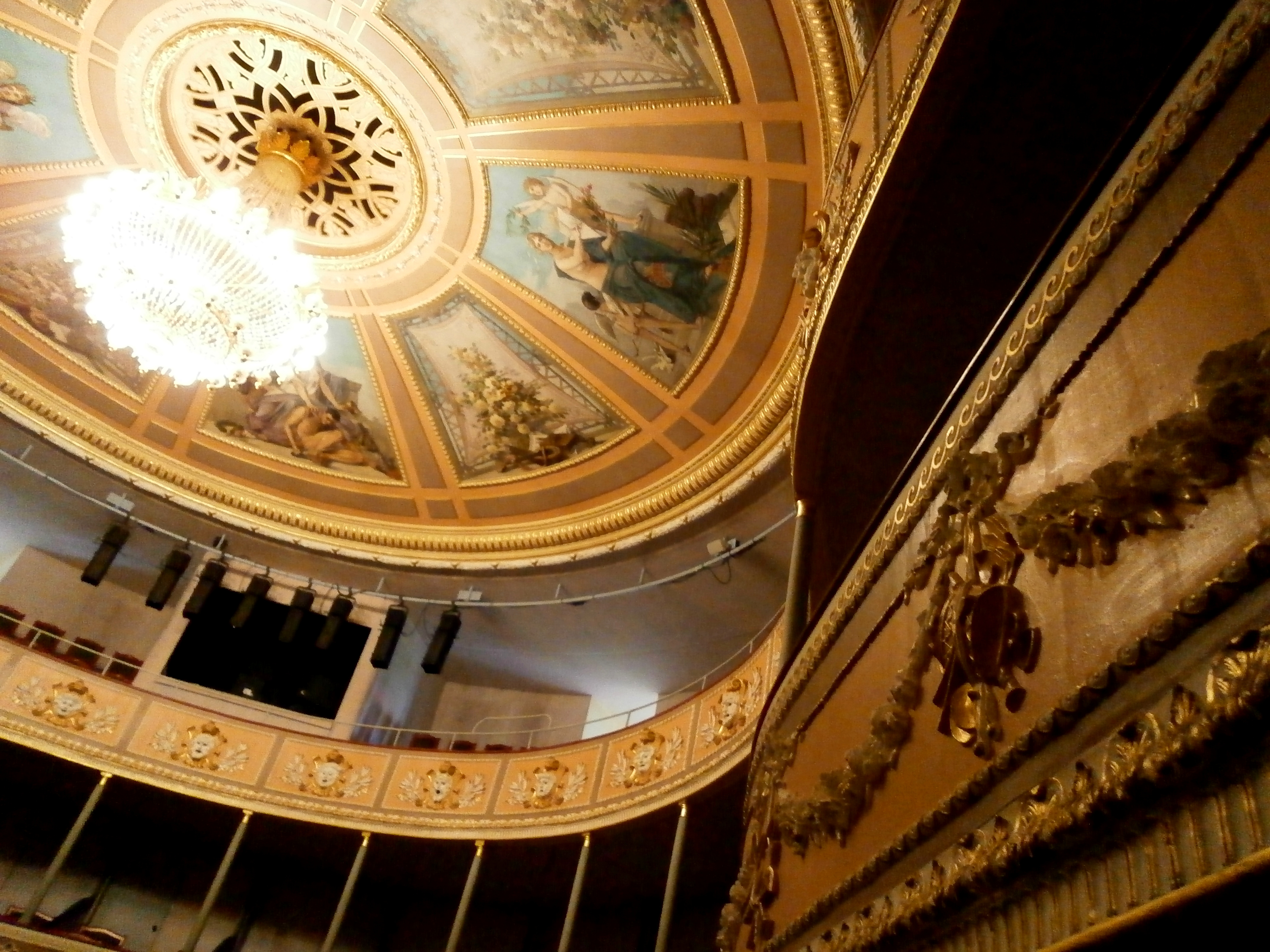
Détail du plafond du théâtre à l'italienne de La Roche-sur-Yon (1886).